# F. Gary Stiles

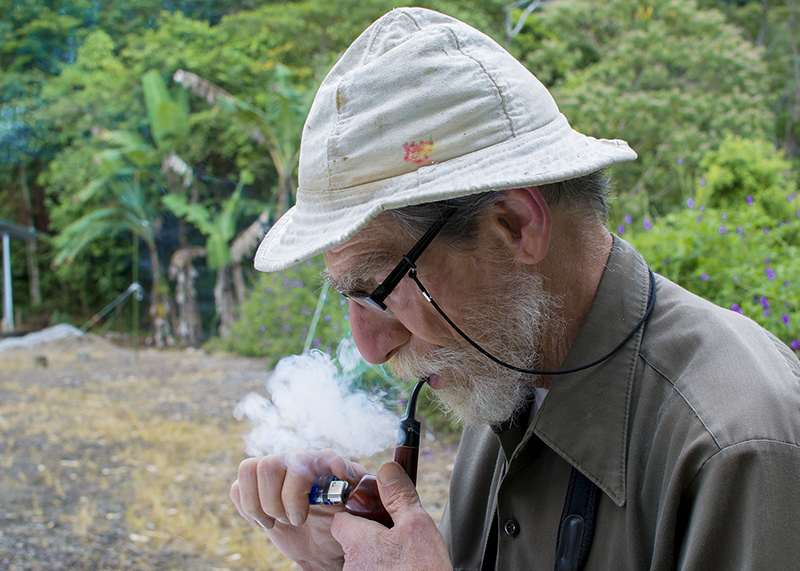
F. Gary Stiles

Frank Garfield „Gary“ Stiles III (*  7. November 1942 in Portland, Maine), häufig F. Gary Stiles, ist ein US-amerikanischer Ornithologe und Botaniker. Sein offizielles botanisches Autorenkürzel lautet „F.G.Stiles“.

## Leben
Sein Vater Frank Garfield Stiles Jr. heiratete am 29. Juni 1936 in Providence seine Mutter Aileen Hurd.
Von 1960 bis 1964 absolvierte Stiles am Amherst College ein Biologiestudium, das er als Bachelor mit der Bewertung magna cum laude abschloss. Ab 1964 studierte er Zoologie an der University of California, Los Angeles, wo er 1970 mit der Dissertation Food supply and the annual cycle of the Anna hummingbird zum Ph.D. promoviert wurde. Von 1973 bis 1989 war Stiles Professor an der Universidad de Costa Rica. 1990 zog er nach Bogotá, wo er als Kurator für Ornithologie und als Professor an der Universidad Nacional de Colombia tätig ist.
Zu den Forschungsinteressen von Stiles zählen die Ökologie und Morphologie von Kolibris, insbesondere die Flügelmorphologie und die Fluggewohnheiten dieser Vögel, von denen er bis zum Jahr 2005 3000 Exemplare aus 140 Arten gefangen und vermessen hatte. Weiter konzentriert er sich auf die Bestäubung von Pflanzen durch Vögel, auf die Taxonomie und Verbreitung von neotropischen Vögeln, die Pflanzenphänologie sowie auf den Vogelschutz. Im Jahr 2001 gründeten Stiles und Wissenschaftler des Natural History Museum in London sowie der Universidad Nacional de Colombia das Projekt BioMap zur Datenerfassung und Klassifizierung der kolumbianischen Avifauna. Bis 2005 wurden 230.000 Exemplare erfasst. Die Ergebnisse werden bei den Aufzeichnungen der Vogelverbreitung in Kolumbien sowie bei der Entscheidungsfindung beim Vogelschutz verwendet.
Stiles war an mehreren Erstbeschreibungen von Vogeltaxa aus Costa Rica, Kolumbien, Ecuador und Venezuela beteiligt, darunter 1992 bei der Cundinamarca-Ameisenpitta (Grallaria kaestneri), 1996 beim Chiribiquete-Smaragdkolibri (Chlorostilbon olivaresi) und beim Kolumbienvireo (Vireo masteri), 1999 beim Nebelzwergkauz (Glaucidium nubicola), 2002 bei der Unterart Cistothorus apolinari hernandezi des Apolinarzaunkönigs und 2017 beim Tatamátapaculo (Scytalopus alvarezlopezi). Zu seinen botanischen Erstbeschreibungen zählen einige Helikonientaxa, darunter Heliconia colgantea und Heliconia trichocarpa.
1989 veröffentlichte er gemeinsam mit Alexander Frank Skutch und dem Illustrator Dana Gardner das Buch A Guide to the Birds of Costa Rica. 1992 veröffentlichte er die Studie On the Biology of Five Species of Swifts (Apodidae, Cypseloidinae) in Costa Rica.

## Dedikationsnamen und Ehrungen
1991 benannte Allan Robert Phillips die Unterart Vireo magister stilesi des Yucatánvireos nach F. Gary Stiles. Jedoch gibt es Zweifel an der Validität dieser Unterart. Im Jahr 2005 wurde der Stilestapaculo (Scytalopus stilesi) zu Ehren von Stiles benannt. 1982 benannte Walter John Emil Kress Heliconia stilesii zu seinen Ehren. Marisol Amaya und Lars Peter Kvist widmeten ihm 2015 die Gesneriengewächsart Columnea stilesiana. Im Jahr 2003 erhielt Stiles die Eisenmann Medal der Linnaean Society of New York. Im Jahr 2005 wurde er mit dem 1996 vom Field Museum of Natural History gestifteten Parker/Gentry-Award geehrt.

## Schriften (Auswahl)
- The Heliconia taxa of Costa Rica. Keys & descriptions. In: Brenesia. Nr. 15, 1979, ISSN 0304-3711, S. 1–150.
- Notes on the natural history of Heliconia (Musaceae) in Costa Rica. In: Brenesia. Nr. 15, 1979, ISSN 0304-3711, S. 151–180.
- Further data on the genus Heliconia (Musaceae) in northern Costa Rica. In: Brenesia. Nr. 18, 1980, ISSN 0304-3711, S. 147–154.
- mit Dana Gardner, Alexander Frank Skutch: A Guide to the Birds of Costa Rica. Comstock Publishing Associates, Ithaca, New York 1990, ISBN 0-8014-9600-4.
- mit Manuel Marín: On the biology of five species of swifts (Apodidae, Cypseloidinae) in Costa Rica. In: Proceedings of the Western Foundation of Vertebrate Zoology. Band 4, Nr. 5, 1992, S. 287–349 (englisch, researchgate.net [PDF; 24,0 MB]).
- mit Paula Caycedo Rosales: A new subspecies of Apolinar’s Wren (Cistothorus apolinari. Aves: Troglodytidae). an endangered Colombian endemic / Una nueva subespecie de soterrey de Apolinar (Cistothorus apolinari, Aves: Troglodytidae), un endemismo colombiano en peligro. In: Caldasia. Band 24, Nr. 1, 2002, ISSN 0366-5232, S. 191–199 (revistas.unal.edu.co).
- mit Vítor de Queiroz Piacentini, James V. Remsen, Jr.: A brief history of the generic classification of the Trochilini (Aves: Trochilidae): the chaos of the past and problems to be resolved. In: Zootaxa. Band 4269, Nr. 3, 2017, S. 396–412, doi:10.11646/zootaxa.4269.3.4.
- mit James V. Remsen, Jr., Jimmy Adair McGuire: The generic classification of the Trochilini (Aves: Trochilidae): Reconciling taxonomy with phylogeny. In: Zootaxa. Band 4353, Nr. 3, 2017, S. 401–424, doi:10.11646/zootaxa.4353.3.1.